# Casa de los tres mundos

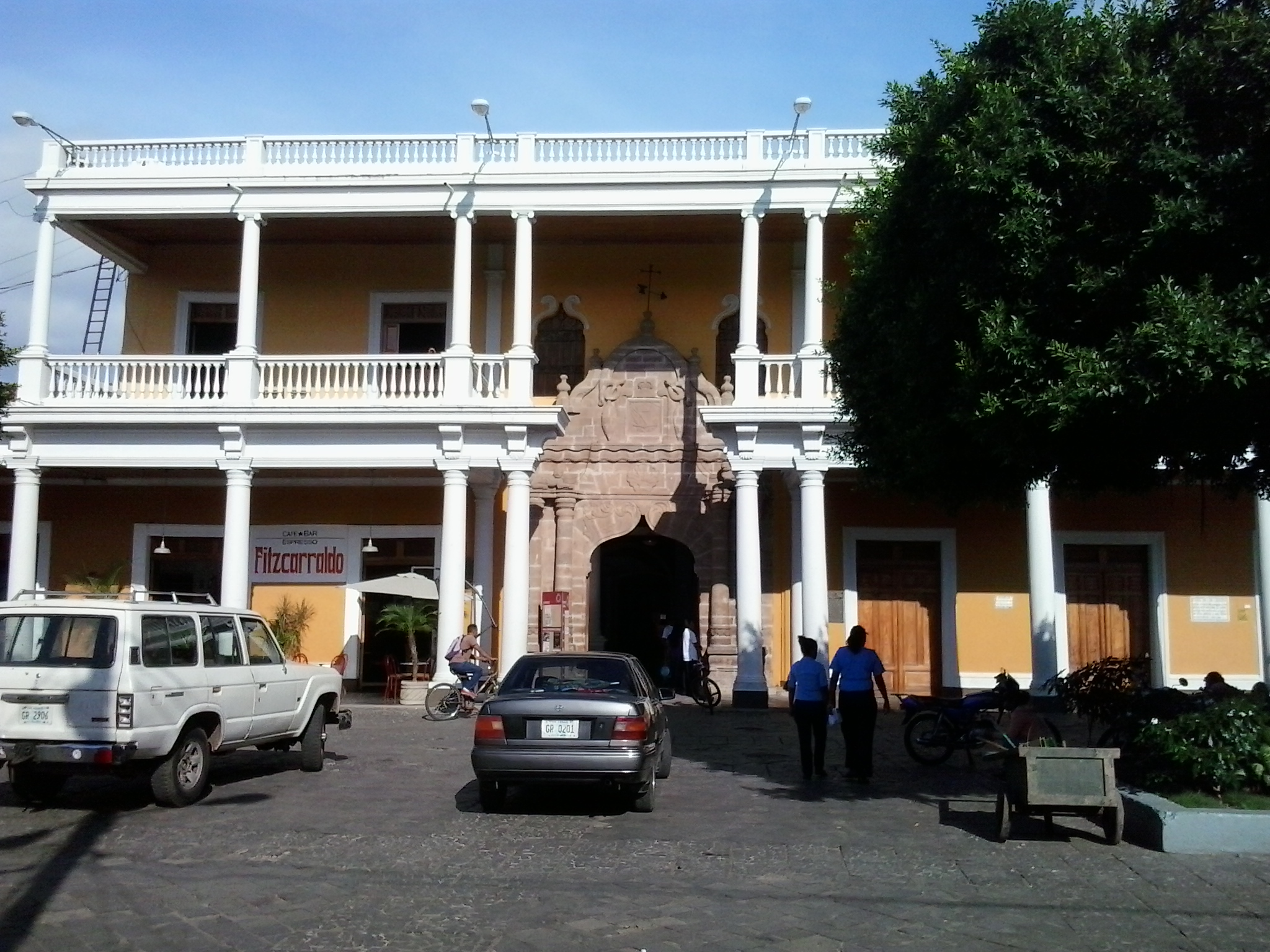
Casa de los tres mundos en Granada, Nicaragua.

La Casa de los Tres Mundos es un proyecto del desarrollo cultural que Ernesto Cardenal y Dietmar Schönherr fundaron en el año 1989. La “Fundación Casa de los Tres Mundos” promueve proyectos culturales con acentos sociales en Nicaragua y América Central. 
Aparte del fomento del desarrollo artístico y musical de niños y jóvenes existe desde 1999, cuando el huracán Mitch devastó la región, un proyecto del desarrollo de pueblos en Malacatoya/Granada/Nicaragua. 
La finalidad de los fundadores no solo era respaldar el desarrollo económico, sino también mejorar la situación de la gente con iniciativos culturales. Es un deseo importante promover el intercambio cultural. 
Por eso la Casa de los Tres Mundos es un centro internacional y cultural donde se encuentran las influencias de culturas diferentes para ampliarse y impulsarse. Así se pueden animar las fuerzas creativas de Nicaragua y redescubrir la herencia cultural.
En la “Casa de los Tres Mundos” se realizan conciertos, exposiciones y lecturas, se pronuncian conferencias y se organizan obras de teatro y bailes. También hay cursos de idiomas, simposios internacionales, festivales y una escuela, donde profesores nicaragüenses dan clases de música y pintura a niños de todas las capas sociales. Jóvenes austriacos pueden hacer su servicio austriaco en el extranjero en la Casa de los Tres Mundos. 
Detrás de la “Casa de los tres mundos” está la unión “Pan y Arte” de Münster, una asociación sin fines lucrativos. 